# Cauquenes (provincie)
Cauquenes is een provincie van Chili in de regio Maule. De provincie telde 56.940 inwoners in 2017 en heeft een oppervlakte van 3027 km². Hoofdstad is Cauquenes.

## Gemeenten
Cauquenes is verdeeld in drie gemeenten:
- Cauquenes
- Chanco
- Pelluhue